# اومه‌گاتانی توتارو یکم
اومه‌گاتانی توتارو یکم (به ژاپنی: 梅ケ谷 藤太郎) کُشتی‌گیر سوموی اهل استان فوکوئوکا در کشور ژاپن است که پانزدهمین کشتی‌گیر دارای رتبهٔ یوکوزونا محسوب می‌شود. وی در سال ۱۸۸۴ میلادی به این مرتبه ارتقا یافت و در سال ۱۸۸۵ میلادی بازنشست شد. اومه‌گاتانی توتارو یکم توانست ۹ بار قهرمان (یوشو) مسابقات سومو شود.